# Langues isthmiques
Les langues isthmiques sont une branche de la famille des langues chibchanes. Elles sont parlées dans le sud de l'Amérique centrale et le nord de l'Amérique du Sud, au Costa Rica, au Panama et en Colombie.

## Définition
Le linguiste costaricain spécialiste des langues chibchanes Adolfo Constenla Umaña (en) identifie plusieurs caractéristiques phonologiques et grammaticales qui distinguent les langues isthmiques des autres langues chibchanes.

## Membres
Les langues isthmiques sont subdivisées en trois groupes : les langues isthmiques occidentales, les langues doraciques et les langues isthmiques orientales.

### Langues isthmiques occidentales
Les langues isthmiques occidentales sont parlées au Costa Rica et dans le nord du Panama. Ce sont :
- le boruca, langue morte qui était parlée dans le canton de Buenos Aires au Costa Rica[2] ;
- le bribri, parlé dans les cantons de Buenos Aires et Talamanca au Costa Rica[2] ;
- le cabécar, parlé dans le canton de Talamanca au Costa Rica[2] ;
- le teribe, parlé dans le sud de la province de Puntarenas au Costa Rica et dans le nord de la province de Bocas del Toro au Panama[2].

Les similarités entre le bribri et le cabécar justifient de les rapprocher au sein d'un sous-groupe commun, les langues vicéitiques.

### Langues doraciques
Les langues doraciques étaient parlées dans le nord du Panama, près de la frontière costaricienne. Les deux représentants connus de ce groupe sont des langues mortes :
- le changuéna[4] ;
- le dorasque (en)[5].

### Langues isthmiques orientales
Les langues isthmiques orientales sont parlées au Panama et en Colombie. Ce sont :
- le bugle (ou buglere, bocotá), parlé au Panama[5] ;
- le guaymí (ou ngäbere, movere), parlé dans la comarque de Ngöbe-Buglé au Panama et dans le sud du Costa Rica, près de la frontière panaméenne[5] ;
- le kuna, parlé au Panama et en Colombie[5].

Les similarités entre le bugle et le guaymí justifient de les rapprocher au sein d'un sous-groupe commun, les langues guaymiques.